# Berend Roosen (Reeder)

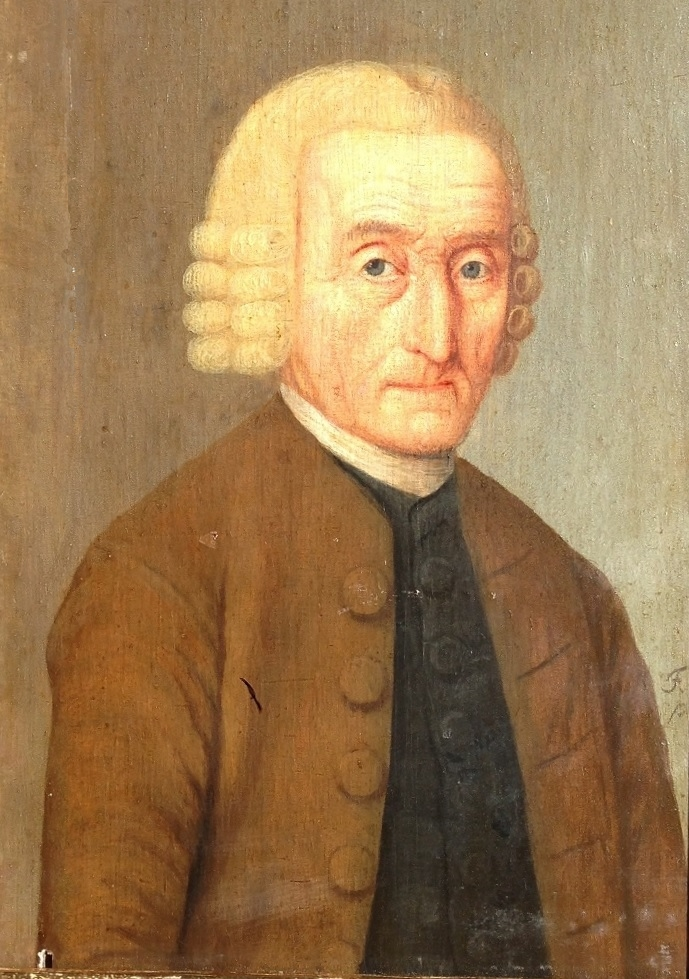
Berend I Roosen 1750

Berend I Roosen (* 11. Juli 1705 in Altona; † 3. Juni 1788 in Hamburg) war ein deutscher Reeder aus Hamburg und Diakon der Mennonitengemeinde zu Altona.

## Leben
Berend I Roosen war Sohn des Mennoniten und Hamburger Kaufmanns Hermann II Roosen (1672–1736) und Catharina de Vliegers (1681–1757).
Sein Urgroßvater war Paul Roosen, der als erster Roosenscher Kaufmann in Altona lebte. Er gründete 1611 an der Großen Freiheit eine Gerberei mit Packräumen. Die Familie wurde bis ins 19. Jahrhundert zu einer der einflussreichsten mennonitischen Kaufmannsfamilien Hamburgs. Zu seinen Nachkommen zählen unter anderen Gerrit Roosen, Rudolph Roosen, Salomon Roosen und Berend III Roosen, die allesamt zu den größten Reedern und Kaufleuten Hamburgs zählten und auch eine große Rolle in der Mennonitischen Gemeinde Altonas spielten.
Berend I Roosen heiratete am 9. September 1731 Elisabeth Kramer (* 8. März 1712 in Hamburg; † 25. März 1788), die Tochter von Lucas Krahmer und Sara de Voss.
Berend  I Roosen absolvierte seine Lehre im damals angesehenen mennonitischen Handelshaus Hinrich van der Smissen. Dieser empfahl ihn später an die Witwe von Lucas Kramer. Anfänglich war er ein kaufmännischer Angestellter, später wurde er Teilhaber und Schwiegersohn.
Im Januar 1731 wurde er Hamburger Bürger.
Bei seinem Tode bestand sein Vermögen, neben der allgemeinen Reederei und Grönlandreederei, aus einem Handelsgeschäft, einer Tranbrennerei und Grundbesitz in Othmarschen und Bahrenfeld.

## Werk
Ab dem Jahr 1736 war Berend I Roosen Teilhaber der Reederei von Sara Kramer, die nach dem Tode ihres Mannes 1719 die Grönlandreederei und die Reiherstiegwerft weiterbetrieb. Ab 1736 wurden die Schiffe unter dem Namen „Lucas Kramers Witwe & Berend Roosen“ entsandt.

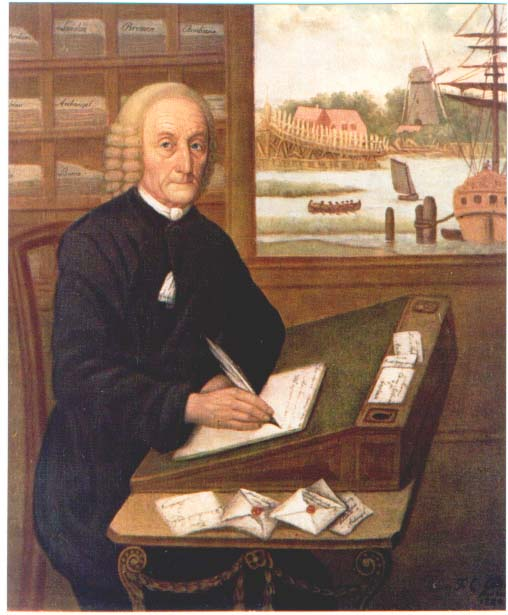
Franz Conrad Löhr, Berend I Roosen 1790

Wie auf einem Kupferstich von F. G. Löhr von 1790 zu lesen ist, auf dem Berend I Roosen in seinem Kontor mit Blick auf die Reiherstiegwerft abgebildet ist, betrieb Berend Roosen auch eine allgemeine Reederei und ein Warengeschäft. Er besaß auch einen großen Speicher am Brauerknechtsgraben. 1741 erwarb Berend I Roosen auf dem Gelände des heutigen St.-Pauli-Fischmarkts eine Tranbrennerei. Diese war schon vor 1710 von mehreren Grönlandreedereien gemeinsam betrieben worden.
Wie aus verschiedenen Akten der Commerzbibliothek in Hamburg hervorgeht, nahm Berend I Roosen eine führende Stellung unter den Kaufleuten ein, die am Frankreich- und Russlandhandel interessiert waren. Anders als die übrigen Hamburger Reeder seiner Zeit, stützte er sich nicht auf die Kapitalbeteiligungen von Mitreedern. Nur einmal beteiligte sich sein Bruder Salomon I Roosen (1717–1795) an einem Schiff für eine Reise.
Im Jahre 1773 muss Berend I Roosen über große finanzielle Mittel verfügt haben. So ließ er die Roosenbrücke bauen und erwarb den Bahrenfelder Hof, der später als Gayens Park bekannt wurde. Zudem ließ er das Haus an den Vorsetzen 3 bauen, in das seine jüngste Tochter Maria mit ihrem Mann Hermann IV Roosen zog.
Berend I Roosen ließ 1775 auf dem Grundstück der Vorsetzen 3 das Kramer/Roosensche Kontor bauen vom Baumeister Sonnin, besser bekannt als das Turmhaus. Der Turm des Hauses in Form eines chinesischen Tempels war zu seiner Zeit ein Wahrzeichen Hamburgs und wurde 1875 zugunsten eines weiteren Stockwerks abgetragen.

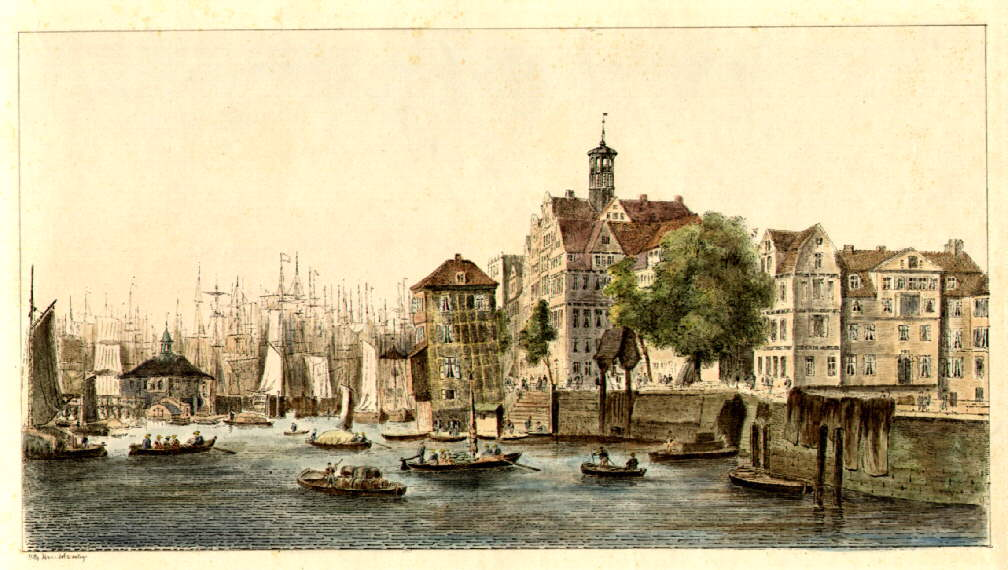
Turmhaus von Bauherr Sonnin

 1942 wurde das Haus bei einem Bombenangriff zerstört.
Die Flotte von zuletzt 21 Schiffen beinhaltete neben kleinen Einheiten auch „de Hermann“, das mit 300 Last das größte hamburgische Schiff des ausgehenden 18. Jahrhunderts war.
Die Grönlandfahrt trat immer weiter in den Hintergrund. 1776 waren es noch vier von insgesamt 18 Schiffen, die nach Grönland fuhren und 1785 nur noch eines.
In den Vordergrund trat die Fahrt nach Archangelsk. Jahr für Jahr wurden bis zu 12 Schiffe ab April/Mai dorthin geschickt. Aber auch die Fahrt nach Bordeaux wurde mit einem Schiff 1770 aufgenommen und intensivierte sich bis 1788. Zu den Unternehmungen des Berend I Roosen gehörte auch die Fahrt nach Portugal ab 1771. Diese Reisen werden ab 1777 via Archangelsk nach Lissabon zu einer Standardroute und Geschäftsfeld. Die Überseefahrt betrieb Roosen nur mit einem Schiff und baute diese auch nicht aus, wie auch die Londonfahrt nicht.

## Familie
Berend I Roosen hatte fünf Kinder: Sara Roosen (1732–1762), Catharina Roosen (1736–1809), Lucas Roosen (1738–1760), Elisabeth Roosen (1743–1771) und Maria Roosen (1749–1808).